# Sandro Tonali (singolo)
Sandro Tonali è un singolo del rapper italiano Dani Faiv, pubblicato il 29 aprile 2022.

## Descrizione
Il brano è una dedica al calciatore italiano Sandro Tonali, all'epoca centrocampista del Milan, squadra tifata dal rapper.

## Tracce
1. Sandro Tonali – 2:30